# 타카마츠노미야 요시히토 친왕
타카마츠노미야 요시히토 친왕(일본어: 高松宮 好仁親王 たかまつのみや よしひとしんのう[*], 게이초 8년 3월 18일 (1603년 4월 29일) - 간에이 15년 6월 3일 (1638년 7월 14일))은 에도 시대 전기의 일본 황족이다. 초대 타카마츠노미야 (아리스가와노미야)이다. 고요제이 천황의 7황자이고, 어머니는 츄카몬인 사키코 (관백 코노에 사키히사의 딸)이다. 아명은 시치노미야(七宮)로 불렸지만, 후에 산노미야(三宮)로 개칭되었다.

## 약력
게이초 10년 (1605년), 쇼고인노미야 코우이 입도친왕의 부제(附弟)가 되었다. 게이초 17년 (1612년), 쇼고인에 들어갔다. 같은 해 12월, 친왕 선하를 받아, 타다스케(斉祐)로 이름지어졌다. 이어서 원복하고, 이름을 요시히토(好仁)로 고쳤고, 같은 날 2품, 탄죠노카미(弾正尹)에 올랐다.
간에이 2년 (1625년) 10월, 타카마츠노미야(高松宮)의 궁호를 하사받았다. 이 궁호는 요시히토 친왕의 양모 신죠토몬인의 고쇼가 타카마츠도노(高松殿)였던 데서 유래한 것으로 알려져 있다. 간에이 7년 (1630년), 후쿠이번주 마츠다이라 타다나오의 딸이자, 2대 쇼군 도쿠가와 히데타다의 양녀인 야스코 (카메히메)를 비로 맞이했다. 초월(招月), 불백(不白)이라는 호를 쓰며, 정가류나 코노에류의 서적을 많이 썼다. 간에이 15년 (1638년) 6월 3일, 36세의 나이로 사망했다. 법명은 영소원초월불백(永照院招月不白)이다.

## 계보
- 미야슨도코로 : 카메히메 (마츠다이라 야스코(寧子)) - 마츠다이라 타다나오의 딸. 도쿠가와 히데타다의 양녀
  - 1왕녀 : 아키코 여왕 (1638년 - 1680년) - 고사이 천황의 뇨고
  - 2왕녀 : 이름 미상 (? - 1700년) - 高琳院松誉宝月円清